# Łyżwiarstwo figurowe na Zimowych Igrzyskach Olimpijskich 2022
Łyżwiarstwo figurowe na Zimowych Igrzyskach Olimpijskich 2022 – jedna z dyscyplin, która jest rozgrywana podczas igrzysk w dniach 4–20 lutego 2022 w Pekinie, w Chinach. Zawody odbywają się w pięciu konkurencjach: solistów i solistek, par sportowych i tanecznych oraz zawodach drużynowych.
9 lutego 2022 kilkukrotnie przenoszono termin ceremonii medalowej zawodów drużynowych ze względu na wykrycie okoliczności wpływających na wyniki zawodów tj. możliwości stosowania dopingu przez jednego z zawodników.

## Kwalifikacje
Liczba miejsc do obsadzenia na igrzyskach jest ustalona przez Międzynarodowy Komitet Olimpijski. W zawodach weźmie udział maksymalnie 144 zawodników, z czego nie więcej niż 18 z Narodowego Komitetu Olimpijskiego (9 mężczyzn i 9 kobiet). Po 30 w konkurencji solistów i solistek, 19 par w konkurencji sportowej i 23 pary w konkurencji tanecznej. Dodatkowo 10 zespołów zostanie zakwalifikowanych do zawodów drużynowych.
Do Zimowych Igrzysk Olimpijskich 2022 można było zakwalifikować się podczas dwóch zawodów. Pierwszą możliwością kwalifikacji były mistrzostwa świata 2021, podczas których państwa mogły uzyskać maksymalnie 3 kwalifikacje z każdej konkurencji. Pozostałe wolne miejsca zostały obsadzone podczas turnieju Nebelhorn Trophy 2021. W momencie obsadzania pozostałych miejsc brane były pod uwagę tylko państwa, które w danej konkurencji nie miały zakwalifikowanych zawodników/pary. W turnieju Nebelhorn Trophy każdy kraj mógł uzyskać tylko jedno miejsce w każdej konkurencji.

## Terminarz
| Data      | Godzina                     | Konkurencja         | Konkurencja     | Segment          |
| --------- | --------------------------- | ------------------- | --------------- | ---------------- |
| 4 lutego  | 9:55 UTC+08:00 / 02:55 CET  | Zawody drużynowe    | Soliści         | Program krótki   |
| 4 lutego  | 11:35 UTC+08:00 / 04:35 CET | Zawody drużynowe    | Pary taneczne   | Taniec rytmiczny |
| 4 lutego  | 13:15 UTC+08:00 / 06:15 CET | Zawody drużynowe    | Pary sportowe   | Program krótki   |
| 6 lutego  | 9:30 UTC+09:00 / 02:30 CET  | Zawody drużynowe    | Solistki        | Program krótki   |
| 6 lutego  | 11:50 UTC+09:00 / 04:50 CET | Zawody drużynowe    | Soliści         | Program dowolny  |
| 7 lutego  | 9:15 UTC+09:00 / 02:15 CET  | Zawody drużynowe    | Pary sportowe   | Program dowolny  |
| 7 lutego  | 10:30 UTC+09:00 / 03:30 CET | Zawody drużynowe    | Pary taneczne   | Taniec dowolny   |
| 7 lutego  | 11:35 UTC+09:00 / 04:35 CET | Zawody drużynowe    | Solistki        | Program dowolny  |
| 8 lutego  | 9:15 UTC+09:00 / 2:15 CET   | Zawody indywidualne | Soliści         | Program krótki   |
| 10 lutego | 9:30 UTC+09:00 / 2:30 CET   | Zawody indywidualne | Soliści         | Program dowolny  |
| 12 lutego | 19:00 UTC+09:00 / 12:00 CET | Zawody indywidualne | Pary taneczne   | Taniec rytmiczny |
| 14 lutego | 9:15 UTC+09:00 / 2:15 CET   | Zawody indywidualne | Pary taneczne   | Taniec dowolny   |
| 15 lutego | 18:00 UTC+09:00 / 11:00 CET | Zawody indywidualne | Solistki        | Program krótki   |
| 17 lutego | 18:00 UTC+09:00 / 11:00 CET | Zawody indywidualne | Solistki        | Program dowolny  |
| 18 lutego | 18:30 UTC+09:00 / 11:30 CET | Zawody indywidualne | Pary sportowe   | Program krótki   |
| 19 lutego | 19:00 UTC+09:00 / 12:00 CET | Zawody indywidualne | Pary sportowe   | Program dowolny  |
| 20 lutego | 12:00 UTC+09:00 / 05:00 CET | Pokazy mistrzów     | Pokazy mistrzów | Pokazy mistrzów  |

## Medaliści
| Konkurencja      | Złoto | Wynik  | Srebro | Wynik  | Brąz | Wynik  |
| Soliści          | Nathan Chen | 332,60 | Yuma Kagiyama | 310,05 | Shōma Uno | 293,00 |
| Solistki         | Anna Szczerbakowa | 255,95 | Aleksandra Trusowa | 251,73 | Kaori Sakamoto | 233,13 |
| Pary sportowe    | Sui Wenjing / Han Cong | 239,88 | Jewgienija Tarasowa / Władimir Morozow                                                                                    | 239,25 | Anastasija Miszyna / Aleksandr Gallamow | 237,71 |
| Pary taneczne    | Gabriella Papadakis / Guillaume Cizeron | 226,98 | Wiktorija Sinicyna / Nikita Kacałapow                                                                                     | 220,51 | Madison Hubbell / Zachary Donohue | 218,02 |
| Zawody drużynowe | Stany Zjednoczone Nathan Chen Vincent Zhou Karen Chen Alexa Knierim Brandon Frazier Madison Hubbell Zachary Donohue Madison Chock Evan Bates | 65     | Japonia Shōma Uno Yuma Kagiyama Wakaba Higuchi Kaori Sakamoto Riku Miura Ryuichi Kihara Misato Komatsubara Timothy Koleto | 63     | Rosyjski Komitet Olimpijski Mark Kondratiuk Kamiła Walijewa (DSQ) Anastasija Miszyna Aleksandr Gallamow Wiktorija Sinicyna Nikita Kacałapow | 54     |

## Klasyfikacja medalowa
| Miejsce | Państwo                     | złoto | srebro | brąz | Łącznie |
| ------- | --------------------------- | ----- | ------ | ---- | ------- |
| 1.      | Stany Zjednoczone           | 2     | 1      | 1    | 3       |
| 2.      | Rosyjski Komitet Olimpijski | 1     | 3      | 2    | 6       |
| 3.      | Chińska Republika Ludowa    | 1     | 0      | 0    | 1       |
| 3.      | Francja                     | 1     | 0      | 0    | 1       |
| 4.      | Japonia                     | 0     | 2      | 2    | 4       |
| Łącznie | Łącznie                     | 5     | 5      | 5    | 15      |